# Нур (ПКР)
Noor — серийная иранская крылатая противокорабельная ракета, с АРГСН и низковысотным профилем полёта, копия китайской C-802, самый массовый тип ПКР Ирана. ПКР предназначается для размещения на кораблях ВМС, БПРК и самолётах. Двигатель — ТРД.

## Боевое применение
14 июля 2006 года группировка «Хезболла» атаковала один израильский корвет УРО «Ханит» типа «Эйлат» (самый мощный тип кораблей ВМС, с ЗРК на борту), находившийся в 16 км от берега. Четыре человека погибли, серьёзно пострадал ангар, корабль был возвращён на пункт базирования своим ходом. Ещё один гражданский корабль был потоплен этой ракетой. Ракеты были получены из Ирана, хотя Израиль не признал поражение корвета именно при помощи ПКР.
1 октября 2016 года, рано утром, представители Йеменского движения «Ансар-Аллах» атаковали и уничтожили с помощью ПКР Нур военно-логистическое судно HSV-2 Swift ВМФ ОАЭ. По другим источникам судно сильно повреждено, но находится на плаву и отбуксировано в порт.. Атака неприятельского судна произошла у недалеко от порта Мокха в Красном море.

## Характеристики
- масса — 715 кг
- масса полубронебойной БЧ — 155 кг
- длина — 6,4 м
- двигатель — ТРД
- дальность полёта — 120 км
- скорость полёта — 0,8–0,9 Маха
- высота полёта на маршевом участке — 20-30 м[3]

у цели — 5-7 м.